# Pedro de Cristo
Pedro de Cristo (Coimbra, 1545/1550 - Coimbra, 12 de Dezembro de 1618) foi um compositor português do Renascimento. Ele é um dos mais importantes polifonistas portugueses dos séculos XVI e XVII.

## Vida
Dom Pedro de Cristo nasceu em Coimbra (Portugal) em c.1550. Passou a maior parte da sua vida em Coimbra, no Mosteiro de Santa Cruz, onde tomou hábito em 1571, embora tivesse estado também no Mosteiro de São Vicente de Fora, em Lisboa, pertencente à mesma congregação.
Mestre de capela do mosteiro, cargo de que foi titular a partir de 1597, Dom Pedro de Cristo foi ao mesmo tempo professor de música, cantor e tangedor de vários instrumentos, nomeadamente de tecla, harpa e flauta. Morreu em Coimbra, em 16 de dezembro de 1618.
Dom Pedro de Cristo - cujo nome secular era Domingos - pode ser considerado um dos maiores polifonistas do século XVI no domínio da música religiosa. É como compositor que tem o seu lugar na história, com a sua vasta obra vocal polifónica de 3 a 6 vozes, compreendida por inúmeros motetos, responsórios, salmos, missas, hinos, paixões, lamentações, versos aleluiáticos, cânticos e vilancicos espirituais.
Pouco conhecido, em virtude da sua obra não ter sido ainda publicada na quase totalidade, é possível, todavia, avaliar da qualidade e número das suas obras através do que foi publicado sobre ele por Ernesto Gonçalves de Pinho, com alguns dados biográficos inéditos e uma informação valiosa sobre as obras, ainda manuscritas deste frade crúzio.
As informações que nos chegaram sobre ele dizem respeito à Crónica da Fundação de S. Vicente de Fora da Cidade de Lisboa, da autoria de D. Marcos da Cruz e ao “Rol dos Cónegos Regrantes de Santo Agostinho” da autoria de D. Gabriel de Santa Maria

## Obra
Das cerca de 220 peças musicais que compõem a totalidade da sua obra, apenas uma dúzia e meia foi publicada em notação musical atual. Elaboradas com simplicidade e elegância, inspiradas ou não na temática gregoriana, mantendo, por um lado, aquela técnica rigorosa herdada da maneira de compor quatrocentista de influência flamenga, conseguiu, por outro lado, libertar-se dos apertados esquemas de imitação nas linhas melódicas, de forma a produzir um contraponto de construção sóbria afastada dos grandes efeitos, mas que realça com clareza a palavra do texto sagrado.
As suas composições encontram-se maioritariamente na Biblioteca Geral da Universidade de Coimbra nos Manuscritos Musicais (MM) n.º 8, 18, 33 e 36, bem como nos MM n.º 26 e MM n.º 53. Estes dois últimos MM com peças anónimas, e de atribuição estilística, tal como é o caso, também, do MM L.C.57 da Biblioteca Nacional de Portugal
As obras de Dom Pedro de Cristo conservam todo o elevado sentido espiritual da oração cantada dirigida a Deus, em que a profunda religiosidade e o simbolismo cristão de inspiração humanista se moldam na perfeição formal da polifonia do Renascimento.

## Catálogo Parcial das suas Composições
Eis algumas das suas obras:
- Ave Maria a 8
- Ave maris stella
- Ay mi Dios
- Beata viscera Mariae
- Beate martir
- Dum complerentur dies Pentecostes
- Es nascido
- Hodie nobis
- In manus tuas
- Magnificat a 8
- O magnum mysterium
- Osanna filio David
- Quaeramus cum pastoribus
- Regina coeli
- Salva nos Domine
- Sanctissimi quinque martires
- Sanctorum meritis
- Tristis est anima mea